# Ян Чинський
Чи́нський Ян (пол. Jan Czyński; *20 січня 1801, Варшава — †31 січня 1867, Лондон) — польський письменник, журналіст, публіцист. Єврей за національністю.

## Біографія
Народився у Варшаві. Закінчив Варшавський університет. Учасник Литовсько-польського повстання 1830-31, віце-президент Патріотичного товариства, представник його лівого крила. Після поразки повстання жив на еміграції у Франції, Бельгії, Англії, входив до складу емігрантських організацій (Польського національного комітету, заснованого Йоахімом Лелевелем, 1831-33; Польського демократичного товариства, 1833-35 та ін.), співробітничав у багатьох французьких та польських емігрантських періодичних виданнях, публікуючи статті на суспільно-політичну та історичну тематику. Спільно з Ш. Конарським у 1835-36 видавав демократичний часопис «Північ», у якому пропагував ідею спільної боротьби поневолених народів проти російського царизму та побудови на руїнах імперії слов'янської республіки. Помер у Лондоні.

## Твори
Чинський — автор повісті «Козак: історичний роман» (1836, французькою мовою; 1837 голландською), в якій у дусі естетичних засад романтизму художньо відтворив героїчну постать Б. Хмельницького як провісника всесвітньої боротьби за волю народів. Найвидатнішого представника козаччини 17 ст. автор зобразив союзником усіх антикріпосницьких сил Речі Посполитої. Невдачу політичних планів гетьмана України Чинський пояснював помилковим укладенням політичних союзів з ворогами Польщі, зокрема з Кримським ханатом. Пропагуючи українські традиції національно-визвольної боротьби 17 ст., Чинський відстоював ідею спільної боротьби польського та українського народів за своє національне визволення.